# Jaroslav Mácha (skladatel)
Jaroslav Mácha (14. listopadu 1873 Březnice v okrese Příbram – 3. ledna 1963 Praha) byl český lékař ftizeolog, dirigent a hudební skladatel.

## Život
Základní hudební vzdělání získal v rodině. Jeho matka byla výborná klavíristka a učitelka hudby. Vystudoval gymnázium v Písku a pokračoval na Lékařské fakultě Univerzity Karlovy v Praze. Během studia medicíny se dále vzdělával v hudbě, byl sbormistrem a pokoušel se o své první skladby. Po promoci působil jako lékař v Písku, později v Blatné a v letech 1922–1935 ve Strakonicích. Specializoval se léčení tuberkulózy.
V roce 1935 odešel do důchodu, přesídlil do Prahy a až do roku 1947 řídil chrámovou hudbu v Kostele Matky Boží před Týnem.
Jeho syn JUDr. Jaroslav Mácha vystudoval práva, byl prezidentem Nejvyššího soudu v Brně a vystupoval jako amatérský violista a sbormistr.

## Dílo

### Chrámové skladby
- 1. česká vánoční mše lidová pro sóla, smíšený sbor, orchestr a varhany
- 2. vánoční mše pro sóla, smíšený sbor, orchestr a varhany, na motivy národní a lidové, op. 80
- Requiem
- Stabat Mater
- Václave Svatý, op. 27 pro soprán a smíšený sbor s průvodem smyčcového orchestru a varhan
- Modlitba za vlast k Pražskému Jezulátku pro střední hlas s průvodem varhan, sólových houslí a malého smyčcového orchestru
- Nám narodil se Kristus Pán, koleda pro 2hlasý dětský sbor s průvodem varhan /
- Beránku Boží (modlitba za vlast)

### Kantáty
- Balada horská
- Balada dětská
- Zlatý kolovrat

Kromě toho komponoval úpravy národních písní (Věnec nejkrásnějších písní národních s nápěvy), hudbu k sokolským sletům a k dětským divadelním představením (Krakonošova medicína, Blaničtí rytíři), písně a sbory.

### Literární dílo
- Hudba v Písku do roku 1865, příspěvek k hudebnímu obrazu města. Oblastní muzeum Písek, 1971
- První z osady „Skřivánků“. Praha, Kotrba